# Draba pseudonivalis
Draba pseudonivalis är en korsblommig växtart som beskrevs av Nikolaj Adolfovitj Busj. Draba pseudonivalis ingår i släktet drabor, och familjen korsblommiga växter. Inga underarter finns listade i Catalogue of Life.